# Xã Risley, Quận Marion, Kansas
Xã Risley (tiếng Anh: Risley Township) là một xã thuộc quận Marion, tiểu bang Kansas, Hoa Kỳ. Năm 2010, dân số của xã này là 207 người.